# Cabinet Lieberknecht
État libre de Thuringe
Althaus II Ramelow I
Le cabinet Lieberknecht (en allemand : Kabinett Lieberknecht) est le gouvernement du Land de Thuringe entre le 4 novembre 2009 et le 5 décembre 2014, durant la cinquième législature du Landtag.

## Coalition et historique
Dirigé par la nouvelle ministre-présidente chrétienne-démocrate Christine Lieberknecht, précédemment ministre des Affaires sociales, ce gouvernement est constitué et soutenu par une grande coalition entre l'Union chrétienne-démocrate d'Allemagne (CDU) et le Parti social-démocrate d'Allemagne (SPD). Ensemble, ils disposent de 48 députés sur 88, soit 54,5 % des sièges du Landtag.
Il est formé à la suite des élections législatives régionales du 30 août 2009 et succède au second cabinet de Dieter Althaus. Lors de ce scrutin, la CDU perd la majorité absolue dont elle disposait depuis les élections de 1999. Le Parti libéral-démocrate (FDP) étant trop faible pour constituer une coalition noire-jaune, la formation au pouvoir se tourne alors vers le SPD, arrivé derrière Die Linke et donc incapable de prétendre à la direction d'un gouvernement de gauche.
Lors des élections législatives régionales du 14 septembre 2014, la gauche remporte à nouveau la majorité absolue, mais de justesse. Le SPD décide alors de changer de partenaire de coalition, se rapprochant de la Linke et de l'Alliance 90 / Les Verts (Grünen). Le 5 décembre suivant, le socialiste démocratique Bodo Ramelow devient ministre-président et forme son gouvernement rouge-rouge-vert.

## Composition

### Initiale (4 novembre 2009)
- Les nouveaux ministres sont indiqués en gras, ceux ayant changé d'attribution en italique.

| Poste                                                                                      | Ministre | Ministre                                                        | Parti |
| ------------------------------------------------------------------------------------------ | -------- | --------------------------------------------------------------- | ----- |
| Ministre-présidente                                                                        |          | Christine Lieberknecht                                          | CDU   |
| Vice-ministre-président Ministre de l'Éducation, de la Science et de la Culture            |          | Christoph Matschie                                              | SPD   |
| Ministre de l'Intérieur                                                                    |          | Peter M. Huber (jusqu'au 16/11/2010) Intérim de Marion Walsmann | CDU   |
| Ministre de la Justice                                                                     |          | Holger Poppenhäger                                              | SPD   |
| Ministre des Finances                                                                      |          | Marion Walsmann                                                 | CDU   |
| Ministre de l'Économie, du Travail et de la Technologie                                    |          | Matthias Machnig                                                | SPD   |
| Ministre des Affaires sociales, de la Famille et de la Santé                               |          | Heike Taubert                                                   | SPD   |
| Ministre de l'Agriculture, des Forêts, de la Protection de la nature et de l'Environnement |          | Jürgen Reinholz                                                 | CDU   |
| Ministre des Travaux publics, de l'Aménagement du territoire et des Transports             |          | Christian Carius                                                | CDU   |
| Ministre des Affaires fédérales et européennes Directeur de la chancellerie régionale      |          | Jürgen Schöning                                                 | Sans  |

### Remaniement du 8 décembre 2010
- Les nouveaux ministres sont indiqués en gras, ceux ayant changé d'attribution en italique.

| Poste                                                                                      | Ministre | Ministre                                                                    | Parti |
| ------------------------------------------------------------------------------------------ | -------- | --------------------------------------------------------------------------- | ----- |
| Ministre-présidente                                                                        |          | Christine Lieberknecht                                                      | CDU   |
| Vice-ministre-président Ministre de l'Éducation, de la Science et de la Culture            |          | Christoph Matschie                                                          | SPD   |
| Ministre de l'Intérieur                                                                    |          | Jörg Geibert                                                                | CDU   |
| Ministre de la Justice                                                                     |          | Holger Poppenhäger                                                          | SPD   |
| Ministre des Finances                                                                      |          | Wolfgang Voß                                                                | CDU   |
| Ministre de l'Économie, du Travail et de la Technologie                                    |          | Matthias Machnig (jusqu'au 29/11/2013) Uwe Höhn (à partir du 18/12/2013)    | SPD   |
| Ministre des Affaires sociales, de la Famille et de la Santé                               |          | Heike Taubert                                                               | SPD   |
| Ministre de l'Agriculture, des Forêts, de la Protection de la nature et de l'Environnement |          | Jürgen Reinholz                                                             | CDU   |
| Ministre des Travaux publics, de l'Aménagement du territoire et des Transports             |          | Christian Carius                                                            | CDU   |
| Ministre des Affaires fédérales et européennes Directeur de la chancellerie régionale      |          | Marion Walsmann (jusqu'au 24/09/2013) Jürgen Gnauck (16/10/2013-01/07/2014) | CDU   |

### Remaniement du 14 octobre 2014
- Les nouveaux ministres sont indiqués en gras, ceux ayant changé d'attribution en italique.

| Poste | Ministre | Ministre               | Parti |
| --- | -------- | ---------------------- | ----- |
| Ministre-présidente |          | Christine Lieberknecht | CDU   |
| Vice-ministre-président Ministre de l'Éducation, de la Science et de la Culture                                                |          | Christoph Matschie     | SPD   |
| Ministre de l'Intérieur Ministre des Travaux publics, de l'Aménagement du territoire et des Transports (intérim)               |          | Jörg Geibert           | CDU   |
| Ministre de la Justice |          | Holger Poppenhäger     | SPD   |
| Ministre des Finances |          | Wolfgang Voß           | CDU   |
| Ministre des Affaires sociales, de la Famille et de la Santé Ministre de l'Économie, du Travail et de la Technologie (intérim) |          | Heike Taubert          | SPD   |
| Ministre de l'Agriculture, des Forêts, de la Protection de la nature et de l'Environnement                                     |          | Jürgen Reinholz        | CDU   |